# Câmara de Lobos
Câmara de Lobos ist eine Stadt auf der portugiesischen Insel Madeira, die ab 1430 entstand. Sie ist nach Funchal die größte Ortschaft und dürfte der bekannteste Fischerort der Insel sein.

## Name
Der Name lobos ist eine portugiesische Bezeichnung für „Robben“ (lobos-marinhos), welche die Tiere waren, die João Gonçalves Zarco und seine Männer Anfang des 15. Jahrhunderts in der geschützten Bucht entdeckten. Wegen der großen Kolonie dieser Tiere wurde das Gebiet „Câmara dos lobos“ getauft. Heute werden jedoch an diesem Küstenabschnitt kaum mehr Mönchsrobben gesichtet.

## Beschreibung
Oberhalb der Stadt erstreckt sich Estreito de Câmara de Lobos, das wichtigste Anbaugebiet für den Madeirawein. Im Westen erhebt sich der Cabo Girão, die höchste Steilklippe der Insel (Höhe: 580 Meter). Nahe des Aussichtspunktes befindet sich die Luftseilbahn Cabo Girão, die Bauern den Zugang zu den Feldern und Touristen den Zugang zum Strand ermöglicht.
Im Osten der Stadt befindet sich das einzige Dampfkraftwerk der Insel sowie eine Brauerei und Zementsilos, in der der von Kontinentalportugal eingeschiffte Zement gelagert wird.

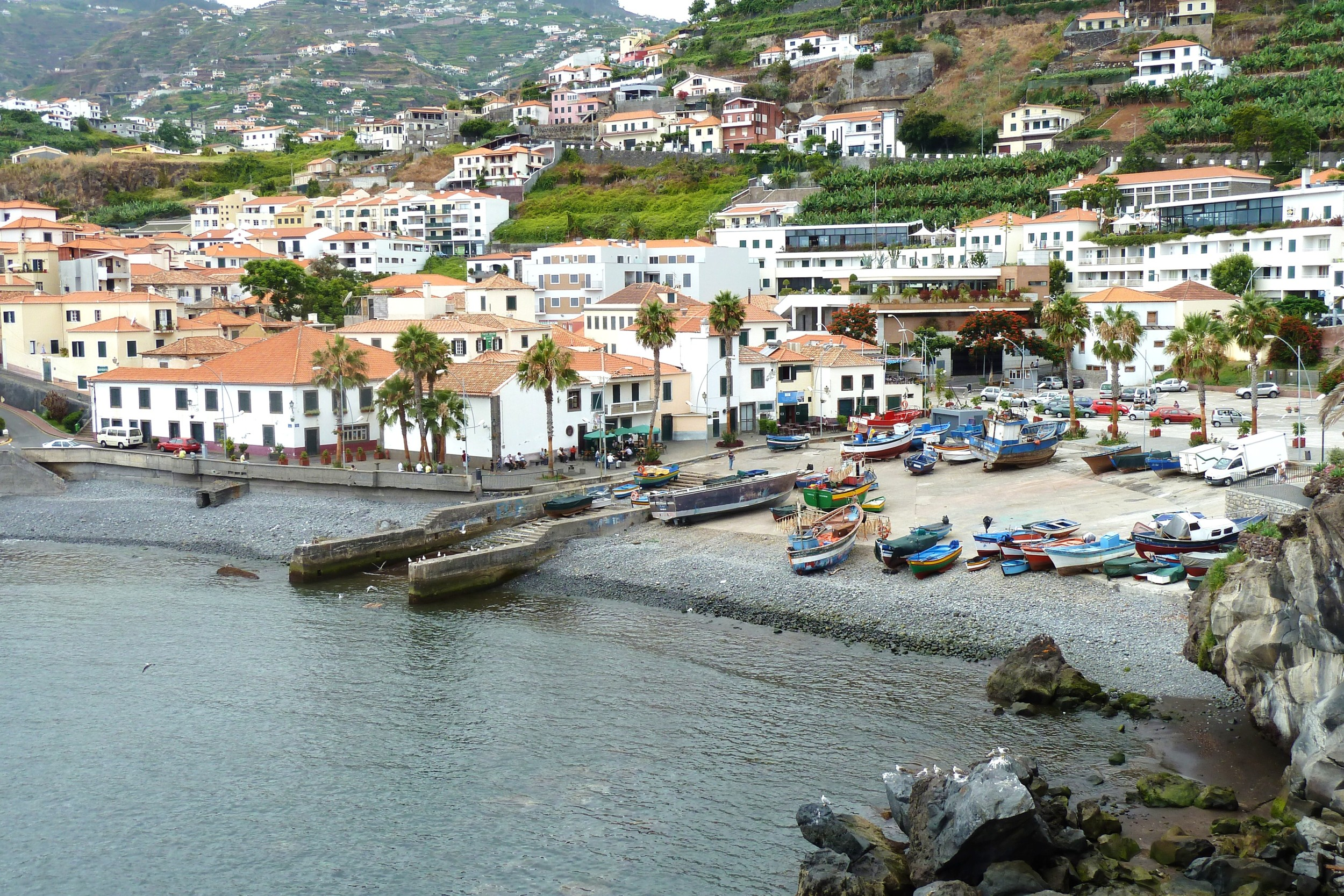
Blick auf die Stadt

## Geschichte
Die Gründung geht auf João Gonçalves Zarco und das Jahr 1430 zurück. An der Stelle der heutigen San-Joao-Kirche sollte eine dem Heiligen Geist geweihte Kapelle entstehen, die später als Patron den hl. Johannes erhielt. Zwischen 1476 und 1485 erschienen in der Stadt Franziskaner. Schon vor 1459 war dort eine Einsiedelei entstanden, in der Fr. Gil de Carvalho lebte. 1459 entstand der Convento de São Bernardino, der Konvent des Bernhardin von Siena.
Die Stadtherren profitierten von der Rohrzuckerproduktion und damit zusammenhängend vom Sklavenhandel, wodurch die Siedlung erheblich anwuchs. Dies wirtschaftliche Einseitigkeit führte dazu, dass die Sklaven (Guanchen, Afrikaner) in den Zeiten der Hochkonjunktur auf die Produktionszentren verteilt wurden, zu denen Câmara de Lobos gehörte, in Phasen schlechter Preise oder schwieriger Absatzmöglichkeiten jedoch viele von ihnen freigelassen wurden. Zudem trug der brasilianische Zucker zur Verdichtung des Handels bei, ebenso wie später die Wein- und Bananenproduktion.
Aus dem frühen 18. Jahrhundert stammt eine der wichtigsten Quellen zur Geschichte der Stadt, nämlich die Aufzeichnungen des Pfarrers Tomé Vieira Barreto zu den Jahren 1715 bis 1721.
Die Stadt erlangte Berühmtheit, nachdem der britische Premierminister Winston Churchill den Ort auf einem Gemälde verewigt hatte. An diese historische Begebenheit erinnert eine Gedenktafel im Ortskern.
Die Bevölkerungsentwicklung weist seit der Mitte des 19. Jahrhunderts ein kontinuierliches Wachstum auf.
| Jahr      | 1849   | 1900   | 1930   | 1960   | 1981   | 1991   | 2001   | 2008   | 2011   | 2021   |
| --------- | ------ | ------ | ------ | ------ | ------ | ------ | ------ | ------ | ------ | ------ |
| Einwohner | 12.391 | 17.468 | 21.806 | 29.759 | 31.035 | 31.476 | 34.614 | 36.119 | 35.659 | 32.162 |

## Wappen
In Blau ein goldener Anker von zwei silbernen aufgerichteten zugewandten Seehunden begleitet. Über den Schild eine silberne fünftürmige Mauerkrone. Im weißen Band am Schildfuß der Ortsname in schwarzen Großbuchstaben.

## Kreis Câmara de Lobos

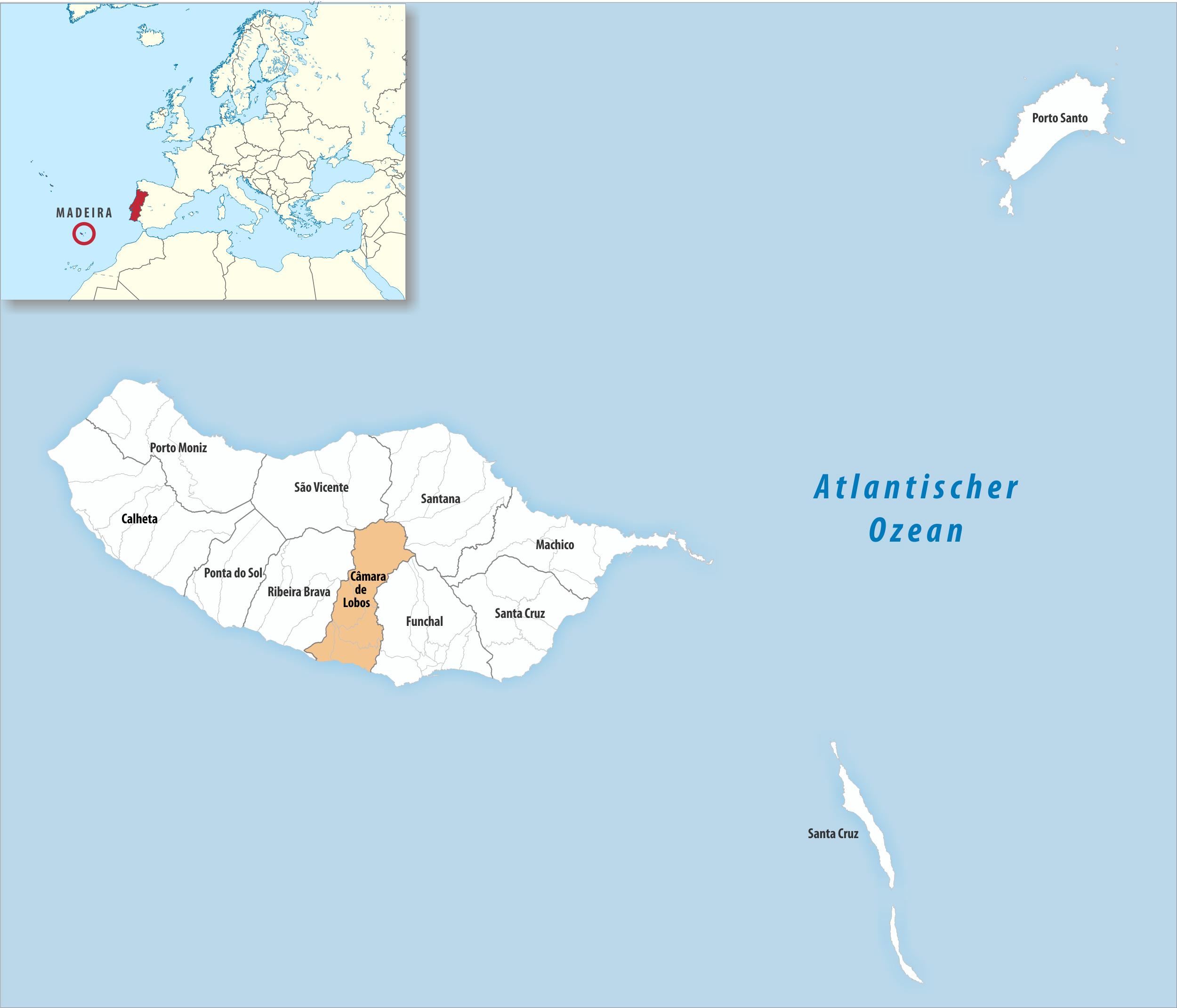
Kreis Câmara de Lobos

Der Kreis Câmara de Lobos ist in fünf Gemeinden (Freguesias) aufgeteilt.

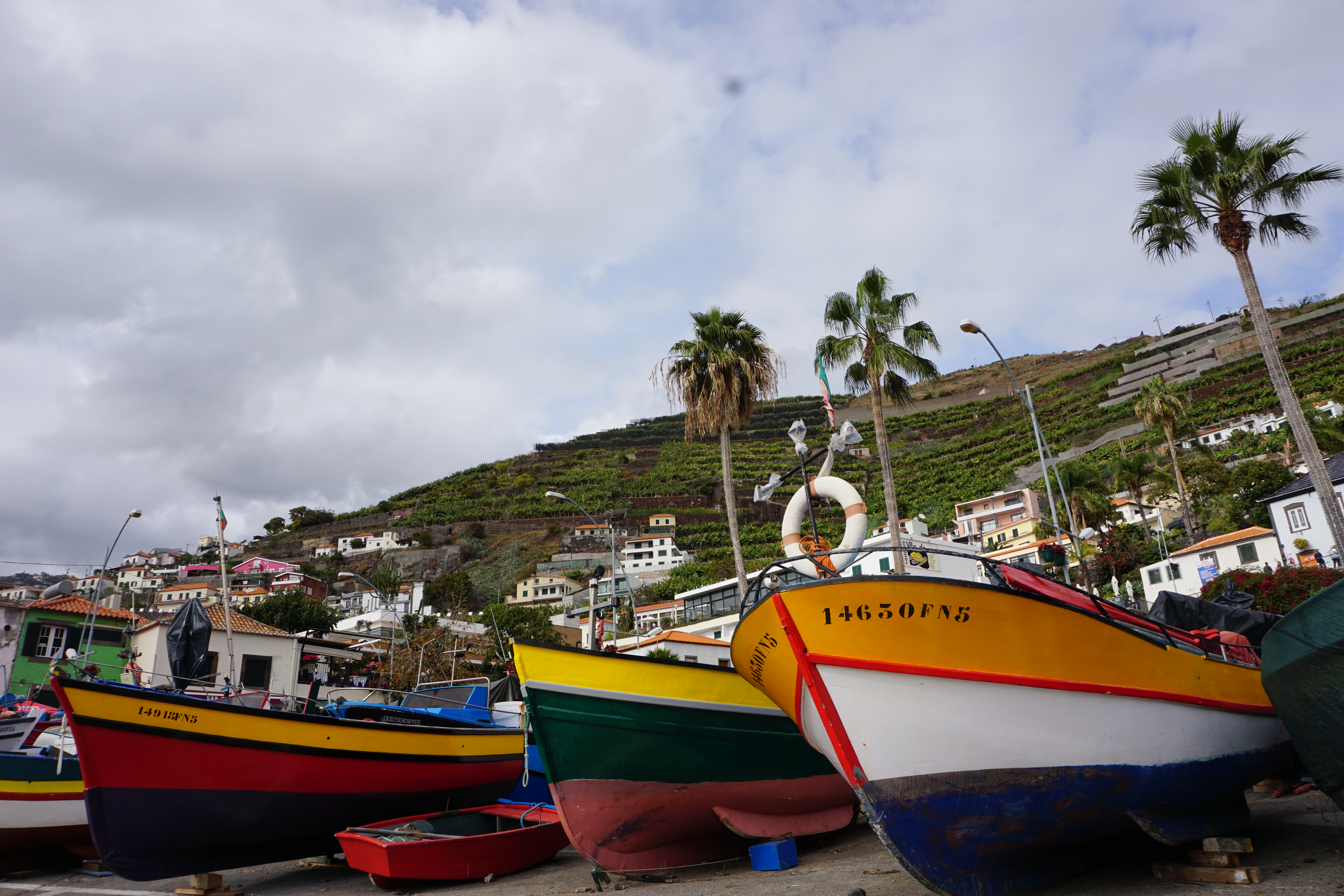
Fischerboote im Hafen

| Gemeinde                    | Einwohner (2021) | Fläche km² | Dichte Einw./km² | LAU- Code |
| --------------------------- | ---------------- | ---------- | ---------------- | --------- |
| Câmara de Lobos             | 16.556           | 7,74       | 2.140            | 310201    |
| Curral das Freiras          | 1.580            | 25,03      | 63               | 310202    |
| Estreito de Câmara de Lobos | 9.348            | 7,87       | 1.188            | 310203    |
| Jardim da Serra             | 2.739            | 7,36       | 372              | 310205    |
| Quinta Grande               | 1.939            | 4,14       | 468              | 310204    |
| Kreis Câmara de Lobos       | 32.162           | 52,14      | 617              | 3102      |

| Nachbarkreise von Câmara de Lobos | Nachbarkreise von Câmara de Lobos | Nachbarkreise von Câmara de Lobos |
| --------------------------------- | --------------------------------- | --------------------------------- |
|                                   | Norden: São Vicente               | Nordosten: Santana                |
| Westen: Ribeira Brava             |                                   | Osten: Funchal                    |
|                                   | Süden: Atlantischer Ozean         |                                   |

## Städtepartnerschaften
Câmara de Lobos pflegt seit 2008 eine Städtepartnerschaft mit der italienischen Gemeinde Forio auf der Insel Ischia.

## Persönlichkeiten
- Pedro Buaró (* 2001), Stabhochspringer

## Belege
1. ↑  www.ine.pt – Indikator Resident population by Place of residence and Sex; Decennial in der Datenbank des Instituto Nacional de Estatística
2. 1 2  Übersicht über Code-Zuordnungen von Freguesias auf epp.eurostat.ec.europa.eu
3. ↑  www.ine.pt – Indikator Resident population by Place of residence and Sex; Decennial in der Datenbank des Instituto Nacional de Estatística
4. ↑  Câmara Municipal (2011). "Lobo Marinho". Câmara de Lobos: Câmara Municipal da Câmara de Lobos., archiviert vom Original am 23. Februar 2011; abgerufen am 25. Februar 2011.
5. ↑  8-AT Camara de Lobos – Rancho, bei lift-world.info
6. ↑  Cristina Trinidade: Franciscanos na Madeira: Territorialidade e conflito, in: José Eduardo Franco, António Manuel Ribeiro Rebelo (Hrsg.): Utopia Global do Espírito Santo. Expressões Regionais e Projeções Globais, Bd. II, Imprensa da Universidade de Coimbra / Coimbra University Press, Coimbra 2021, S. 107–122, hier: S. 110.
7. ↑  Stuart B. Schwartz: Tropical Babylons. Sugar and the Making of the Atlantic World, 1450-1680, University of North Carolina Press, 2004, S. 58.